# Spanurus indicus
Spanurus indicus är en tvåvingeart som beskrevs av Joseph och Parui 1990. Spanurus indicus ingår i släktet Spanurus och familjen rovflugor.
Artens utbredningsområde är Rajasthan (Indien). Inga underarter finns listade i Catalogue of Life.